# 日本とトーゴの関係
日本とトーゴの関係（にほんとトーゴのかんけい、フランス語: Relations entre le Japon et le Togo、英語: Japan–Togo relations） では、日本とトーゴの関係について概説する。日本とトーゴ共和国の関係とも。概ね友好的な関係を築いている。

## 両国の比較
|                   | トーゴ                        | 日本                            | 両国の差                |
| ----------------- | ----------------------------- | ------------------------------- | ----------------------- |
| 人口              | 827万8737人（2020年）         | 1億2583万人（2020年）           | 日本はトーゴの約15.2倍  |
| 国土面積          | 5万4390 km2                   | 37万7972 km2                    | 日本はトーゴの約7.1倍   |
| 人口密度          | 152 人/km2（2020年）          | 345 人/km2（2020年）            | 日本はトーゴの約2.3倍   |
| 首都              | ロメ                          | 東京都                          |                         |
| 最大都市          | ロメ                          | 東京都区部                      |                         |
| 政体              | 大統領制 共和制               | （民主制）議院内閣制            |                         |
| 公用語            | フランス語                    | 日本語（事実上）                |                         |
| 通貨              | CFAフラン                     | 日本円                          |                         |
| 国教              | なし                          | なし                            |                         |
| 人間開発指数      | 0.503                         | 0.919                           |                         |
| 民主主義指数      | 3.30                          | 7.99                            |                         |
| GDP（名目）       | 75億7463万米ドル（2020年）    | 4兆9754億1524万米ドル（2019年） | 日本はトーゴの約656.8倍 |
| 一人当たり名目GDP | 915.0米ドル（2020年）         | 39,538.9米ドル（2020年）        | 日本はトーゴの約43.2倍  |
| GDP（購買力平価） | 135億9203万米ドル（2019年）   | 5兆5043億3091万米ドル（2019年） | 日本はトーゴの約405倍   |
| 一人当たり実質GDP | 1,681.7米ドル（2019年）       | 43,593.5米ドル（2019年）        | 日本はトーゴの約25.9倍  |
| 経済成長率        | 5.5%（2019年）                | 0.3%（2019年）                  |                         |
| 軍事費            | 1億1630万4933米ドル（2020年） | 491億4855万米ドル（2020年）     | 日本はトーゴの約422.6倍 |
| 地図              |                               |                                 |                         |

## 歴史
アフリカの年にあたる1960年の4月27日、トーゴはフランスから独立した。これは武力闘争を伴わない平和的な独立でフランスも承認していたことであったため、日本も同日に国家承認。直後に外交関係が樹立された。
2011年3月11日に発生した東日本大震災を受けて、トーゴは日本に対し支援としてチーク材を使用したベンチやおもちゃを提供した。

## 外交

### 二国間関係
日本は東アジア、トーゴは西アフリカに位置しているため地理的・文化的な接点はほぼなく、また経済や政治面でもトーゴは旧宗主国であるフランスとの関係が重視されている。そのため結び付きが強いとは言えないが、一方でトーゴにとって日本はフランスとも並ぶ主要な経済援助国であり、特にインフラ面で日本の支援は欠かせないものとなっている。

### 日本要人のトーゴ訪問
治安や経済が不安定なため、日本要人のトーゴ訪問は少ない。2018年には副大臣級として初めて牧原秀樹厚生労働副大臣がトーゴを訪問した。

### トーゴ要人の訪日
日本がトーゴに対し断続的ではあるが経済支援を実施していることもあって、トーゴ要人の訪日は少なくない。38年間に亘りトーゴ大統領を務めたニャシンベ・エヤデマは、3度訪日を実施している。
近年では2011年6月にエヤデマの息子であるフォール・ニャシンベが訪日し、当時内閣総理大臣であった菅直人と首脳会談を実施したほか、東日本大震災に見舞われた日本に対し弔意を示している。続く2013年6月にはアフリカ開発会議出席や安倍晋三との首脳会談のため、2019年8月にはアフリカ開発会議および安倍晋三や外務副大臣佐藤正久との会談のため、同年10月には即位の礼正殿の儀に参列するためにトーゴ大統領として訪日を実施している。
このほかにもトーゴ首相や閣僚級の要人が訪日を実施している。ただし閣僚で構成される閣僚評議会(実質的な内閣)およびトーゴ首相はほぼ権力を持っておらず、行政権や外交の実権はほぼすべてトーゴ大統領(ニャシンベ家)が握っているため、大統領の訪日頻度に比べ外交的実権のない首相の訪日は少ない。

## 経済関係
トーゴの2020年の対日貿易は、輸出額5.29億円に対し輸入額30.87億円となっており、トーゴの大幅な赤字(日本の大幅な黒字)となっている。また国家間の貿易としても比較的規模が小さく、これはトーゴが経済的に安定しない後発開発途上国であること、地理的に遠く接点が少ないことが強く影響している。主要な輸出品目はゴマ、主要な輸入品目は化学繊維である。
トーゴにとって、最も重要な経済支援のドナー国はフランスである。それはフランスが旧宗主国だからである。次いで多額の支援を行っているのはドイツで、ドイツはかつて「ドイツ領トーゴラント」としてトーゴの一部を領有した経緯がある。そしてその次に高額の支援を実施しているのが日本であり、日本はトーゴにとって、特にインフラ面において主要な経済援助国である。近年のODAは以下の通り。
- 「デジタル地形図作成プロジェクト(2011年‐2013年)」‐トーゴは1990年代から続いた政治的混乱を脱し、インフラ整備による国土開発を再開しようとしている。一方で同国政府が所有する紙の国土地理情報は1964年に作成されたものが最新の地形図となっており、行政機能に支障が出ている。そのため、デジタル地形図の作成を支援[28]。
- 「トーゴロジスティクス回廊開発・整備計画策定調査(2012年‐2013年)」‐トーゴロジスティクス回廊はトーゴの南端ロメ港から、北端のブルキナファソ国境のシンカセまでを結ぶ回廊である。同国ではこの回廊を活用した物流による経済成長を最重要課題に掲げているほか、西アフリカ経済通貨同盟が進める域内の物流促進施策では優先回廊の一つに指定されており、トーゴにおける物流を促進するため回廊整備を支援[29]。
- 「マリタイム及びサバネス地域村落給水計画(2012年、8.99億円)」‐トーゴで最も給水率の低い沿岸州とサバナ州を対象に、人力ポンプ式深井戸給水施設の建設（100ヵ所）および改修（50ヵ所）、動力ポンプ式深井戸給水網施設の建設（10ヵ所）を支援[30]。
- 「カラ橋及びクモング橋建設計画(2015年、31.25億円)」‐トーゴとブルキナファソ、ニジェール、マリの三か国を結ぶトーゴ国道1号線の代替路線であるトーゴ国道17号線はカラ川を渡る橋梁が存在せず、そのため物流が阻害されていた。日本が支援し、二つの橋を建設[31]。
- 「ロメ漁港整備計画(2016年、37.94億円)」‐トーゴ唯一の漁港であるロメ漁港は海洋漁業における7割の水揚量を担っており、その整備の支援[32]。

2020年時点で、トーゴに日系企業の進出はない。一方で首都ロメはアフリカの中でも有力な都市へと成長しつつあるなど潜在性があり、将来的な投資先としては注目が高まっている。

## 文化交流
宮崎大学地域資源創成学部に所属する金岡保之が中心となって、2011年には一般社団法人 日本トーゴ友好協会が設立された。この繋がりから2020年東京オリンピック・パラリンピックのトーゴ選手団のホストタウンには宮崎県の日向市が選ばれ、各種イベントが開催されるなど交流が進んでいる。

## 外交使節
トーゴに日本の在外公館は存在せず、在コートジボワール日本大使館が兼轄している。トーゴは東京の目黒区に駐日トーゴ大使館を置いている。

### 駐日トーゴ大使
- ヤオ・ブルア・アグボ（北京常駐、1989年以前[39][40]～1998年）
- ノラナ・タ・アマ（北京常駐、1998年～、信任状捧呈は11月2日[41]）
- （臨時代理大使）スティーブ・アクレソ・ボジョナ（2010～2016年）
- （臨時代理大使）アフォニョン・クアク・セダミヌ（セダミヌ・アフォニョン・クアク、2016～2022年）
- （臨時代理大使）ワケ・ヤニニム（ヤニニム・ワケ、2022年）
- （臨時代理大使）ドジヴィ・エヴァ・ケケリ・ムヴィ（ムヴィ・ドジヴィ・エヴァ・ケケリ、2022年～）

### 駐日トーゴ大使館
- 住所：東京都目黒区八雲二丁目2-4
- アクセス：東急東横線都立大学駅北口

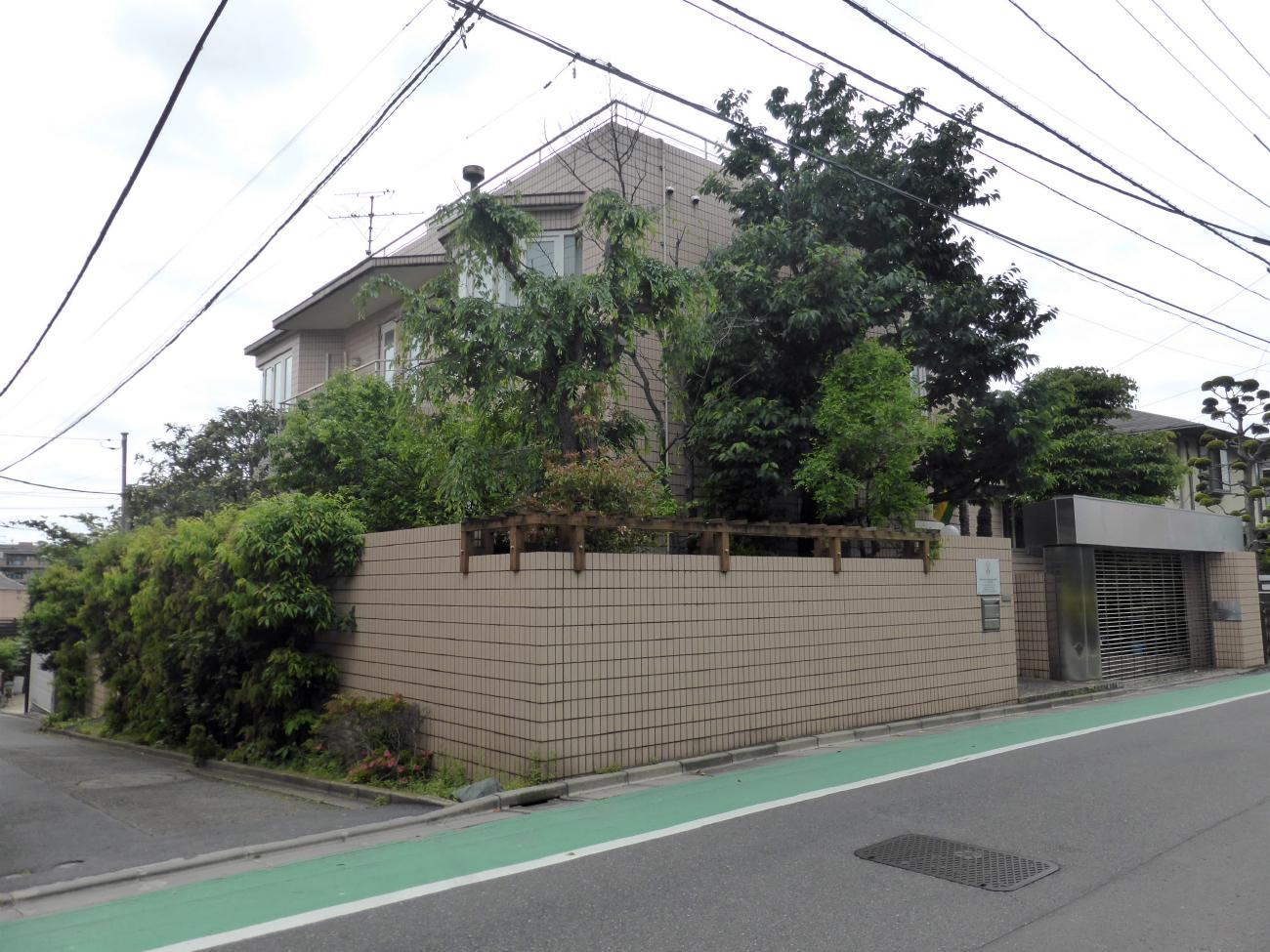
駐日トーゴ大使館全景
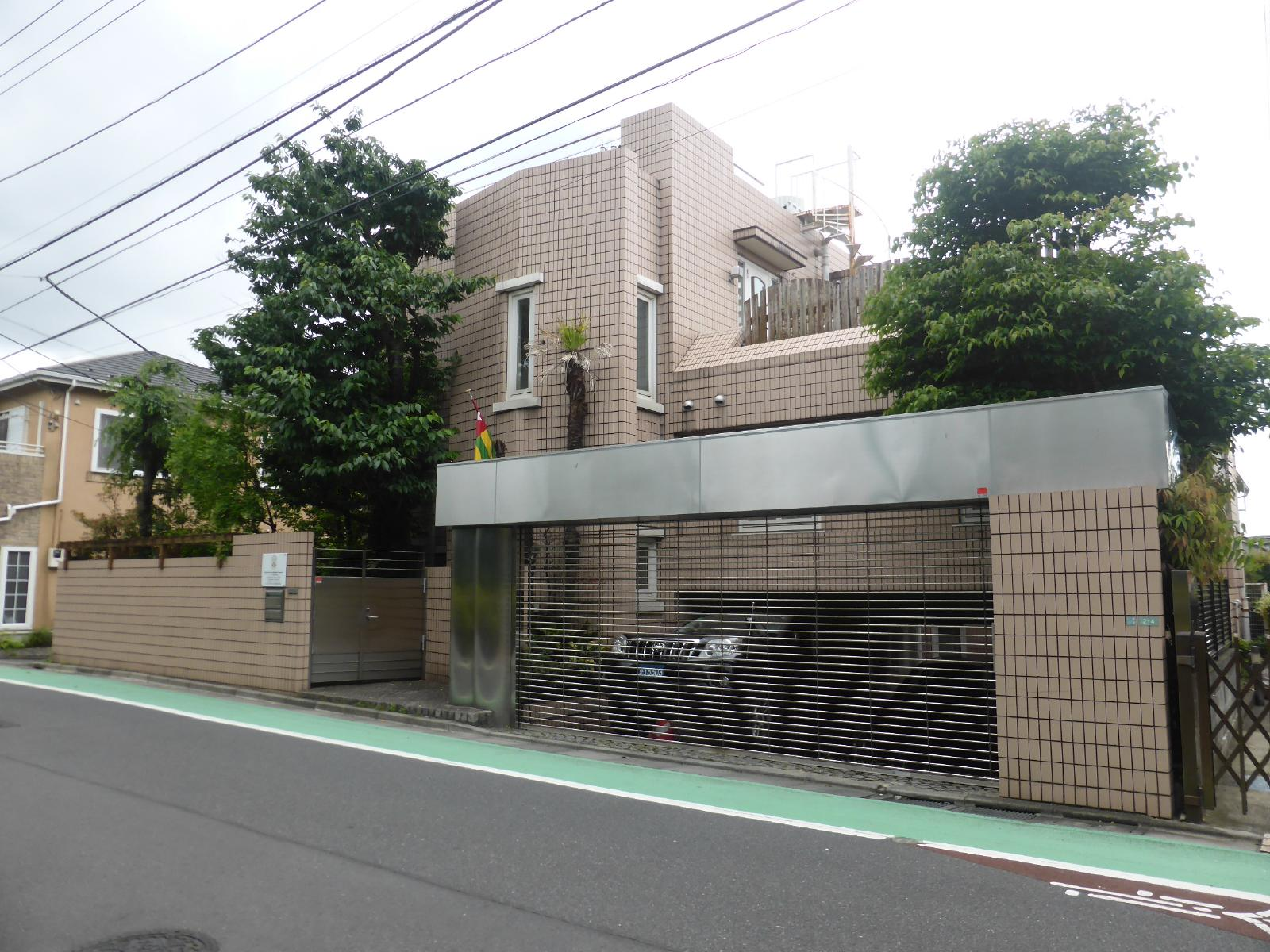
トーゴ大使館正面玄関
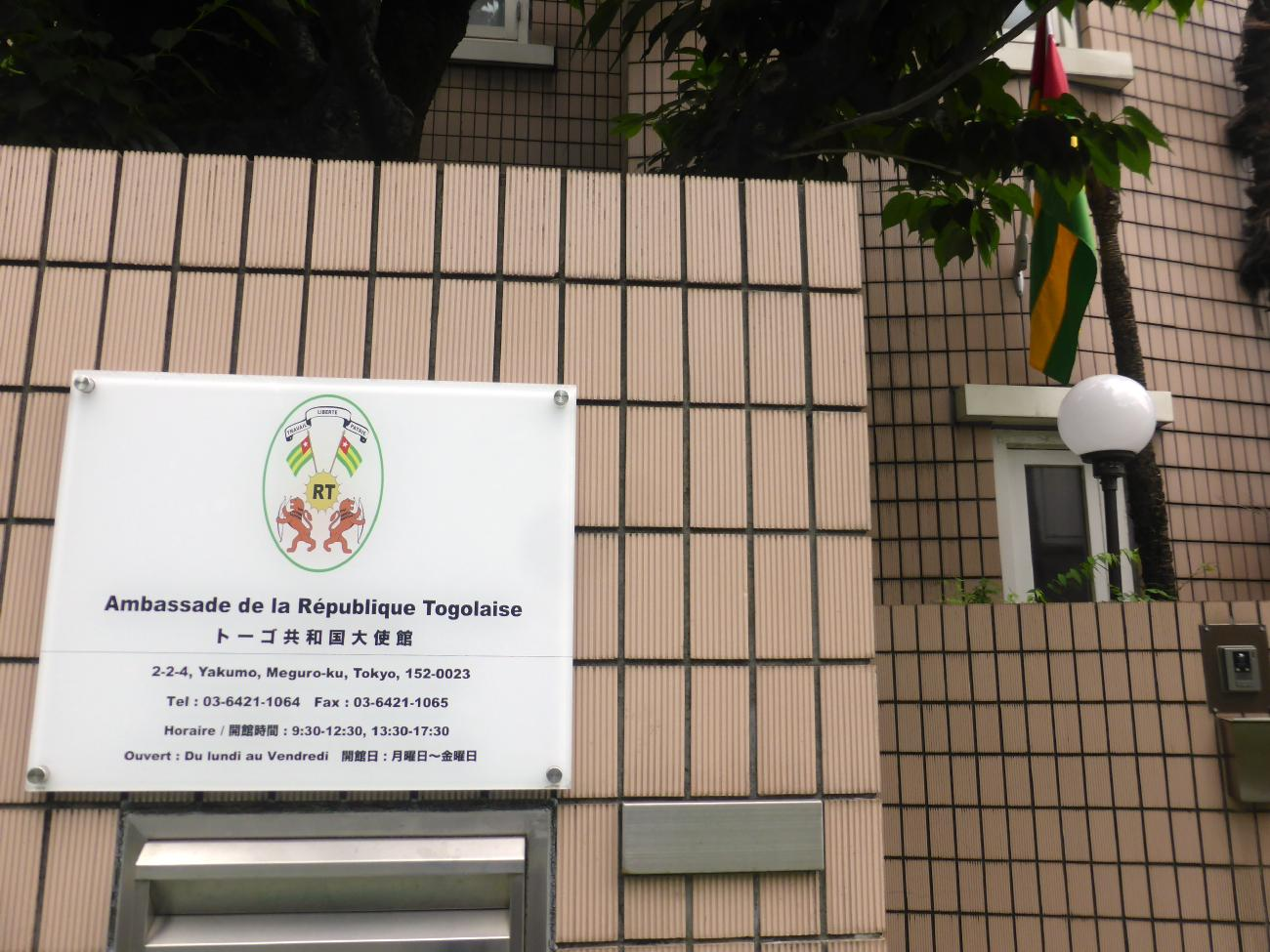
トーゴ大使館プレート